# Mounier-Kuhn-Syndrom
Das Mounier-Kuhn-Syndrom, auch Mounier-Kühn-Syndrom geschrieben, ist eine sehr seltene angeborene Erkrankung mit einer Tracheobronchomegalie, also einer ausgeprägten Erweiterung der Luftröhre (Trachea) und des oberen Bronchialsystems (Broncho-). Diese Vergrößerung (-Megalie) des Lumens führt zu eingeschränkter Säuberung der oberen Luftwege mit wiederkehrenden Infektionen. Zugrunde liegt eine Atrophie mit Wandschwäche in den veränderten Abschnitten.
Synonyme sind: Tracheobronchomegalie; Tracheobronchomegalie, idiopathische; Tracheobronchomegalie, kongenitale
Die Namensbezeichnung bezieht sich auf den französischen HNO-Arzt Pierre-Louis Mounier-Kuhn (1901–1998).
Die Erstbeschreibung als „Pulsationsdivertikel der Trachea“ stammt wohl aus dem Jahre 1897 von E. R. Czyhlarz (nach Leiber).

## Verbreitung
Die Häufigkeit ist nicht bekannt, bislang wurde über etwa 300 Betroffene berichtet, das männliche Geschlecht ist häufiger betroffen.

## Ursache
Die Veränderungen werden durch eine Atrophie der elastischen Fasern in Luftröhre und Hauptbronchien verursacht mit Ausdünnen der glatten Muskulatur und Aufweitung mit zu weichen Strukturen. Die Ursache ist bislang unbekannt.
Es besteht eine Assoziation mit Erkrankungen des Bindegewebes wie Ehlers-Danlos-Syndrom, Marfan-Syndrom und Cutis-laxa-Syndrom.

## Klinische Erscheinungen
Klinische Kriterien sind:
- Beginn meist schon im Kindesalter mit Husten, wiederholten Infekten, eitrigem Auswurf, Fieber, Pneumonie, eventuell Spontanpneumothorax oder Bluthusten
- bei milder Ausprägung keine Symptome oder nur chronischer Husten
- bei schweren Veränderungen kann es zu Cor pulmonale, Pfeifgeräuschen über den Bronchien und Trommelschlägelfingern, selten auch zu Chronische obstruktiver Lungenerkrankung, Bronchiektasie oder Lungenemphysem kommen.

## Diagnose
Diagnostisches Kriterium ist radiologisch ein Trachealdurchmesser in der Frontal- und Sagittalebene von mehr als 25 bzw. 27 mm beim männlichen und von mehr als 21 bzw. 23 mm beim weiblichen Geschlecht.
Bronchoskopisch findet sich eine Aufweitung der Luftröhre und proximalen Bronchien, bei Tracheomalazie kollabierendes Lumen beim Ausatmen. An der Hinterwand können sich Divertikel entwickeln.
Im Lungenfunktionstest können keine Auffälligkeiten, oder unterschiedlich ausgeprägte Chronisch obstruktive Lungenerkrankung und ein erhöhtes Residualvolumen vorliegen.

## Differentialdiagnose
Abzugrenzen sind Bronchitis, Chronische obstruktive Lungenerkrankung anderer Genese, Spondylitis ankylosans und das Williams-Campbell-Syndrom.

## Therapie
Eine ursächliche Behandlung ist nicht möglich.

## Prognose
Die Aussichten hängen vom Auftreten von Komplikationen wie Atemwegsinfektionen, Tracheomalazie, obstruktive Lungenerkrankung, Pneumothorax und Lungenfibrose ab.